# Quillan
Quillan (en occitano Quilhan) es una comuna francesa situada en el departamento de Aude, de la región de Occitania.

## Historia
La comuna nueva fue creada el uno de enero de 2016, en aplicación de una resolución del prefecto de Aude de 21 de diciembre de 2015 con la unión de las comunas de Brenac y Quillan, pasando a estar el ayuntamiento en la antigua comuna de Quillan.

## Demografía
| Gráfica de evolución demográfica de Quillan entre 1800 y 2013 |
|                                                               |

Los datos entre 1800 y 2013 son el resultado de sumar los parciales de las dos comunas que forman la nueva comuna de Quillan, cuyos datos se han cogido de 1800 a 1999, para las comunas de Brenac y Quillan de la página francesa EHESS/Cassini. Los demás datos se han cogido de la página del INSEE.

## Composición
| Comuna  | Código INSEE | Población (2013) | Superficie (km²) | Densidad (hab./km²) |
| ------- | ------------ | ---------------- | ---------------- | ------------------- |
| Brenac  | 11050        | 214              | 13.66            | 16                  |
| Quillan | 11304        | 3434             | 20.97            | 164                 |